# 葉真吳瑞
葉真吳瑞（琉球語：／ ；1646年1月4日—1737年7月12日）是琉球國第二尚氏王朝三司官蔡溫之母，父親是泊村人葉必達（安里筑登之兼高），因自己無子而勸丈夫納妾並把庶子視為己出之嫡子，被視為有貞順之德。

## 生平
葉氏生於清順治二年十一月十八日子時，童名真吳瑞。十六歲時嫁給蔡溫之父蔡鐸，四年後生長女蔡思津奴，兩年後生次女蔡松嘉寧，自此之後十多年都沒有再懷孕。她擔心自己生不出兒子會令蔡家絕後，就提議丈夫蔡鐸納妾生嗣子繼後。蔡鐸就說葉氏篤守婦道，事婆母至孝，上天一定會眷顧她，不會無子。葉氏就說自己十多年都沒懷孕，認為不可以依靠天意而不顧家統，屢次勸丈夫納妾，蔡鐸終於納志多伯村神谷筑登之親雲上之女真多滿為側室。
康熙十九年（1680年）秋天，真多滿生長子蔡淵，而葉氏兩年後又生下蔡溫。葉氏把蔡淵視為己出之嫡子，對他和親生兒子蔡溫一樣如珍寶般疼愛。到他們幾歲的時候，蔡鐸就想立嫡子蔡溫為嗣，葉氏卻說蔡淵出生是因為上天見她克盡己職而眷顧她，不然無嗣繼後、有廢宗業，就會陷於不孝。她說雖然蔡淵是側室所生，卻是天賜之嫡子；現在有兩個兒子傳業保家，再不用擔心後繼無人，是一家的大慶。她請求丈夫立蔡淵為嗣子，蔡鐸拒絕後她再三請求，蔡鐸終於答應把蔡淵視為嫡長子，蔡溫則為嫡次子。蔡溫為免後世有失義奪嫡之譏，加上讚揚母親貞順之德，就把此事記載於《蔡氏家譜》中。
康熙五十四年二月初二日（1715年3月7日），尚敬王親臨蔡宅，當時葉氏已七十一歲，丈夫蔡鐸更比她年長一歲。以當時的標準看，他們可謂長壽，而且老當益壯。尚敬王在賜蔡鐸御杯後，於中堂賜葉氏御酒，並且在聖旨中說他們是「希世之老者」。
葉氏於乾隆二年六月十五日未時去世，享年九十三歲，葬于南京墓。